# .la
.la è il dominio di primo livello nazionale assegnato al Laos.
Dal 2002 è gestito dal Lao National Internet Committee (LANIC).
Nel 2013 è stata lanciata una campagna pubblicitaria per la vendita dei domini a Los Angeles, organizzata da GoDaddy.
Mozilla permette l'abbreviazione degli URL utilizzando il dominio mzl.la tramite un servizio fornito da Bitly.
Nel 2020 ICANN ha approvato il dominio internazionalizzato .ລາວ (xn--q7ce6a).